# 古代タミルナードゥの宗教

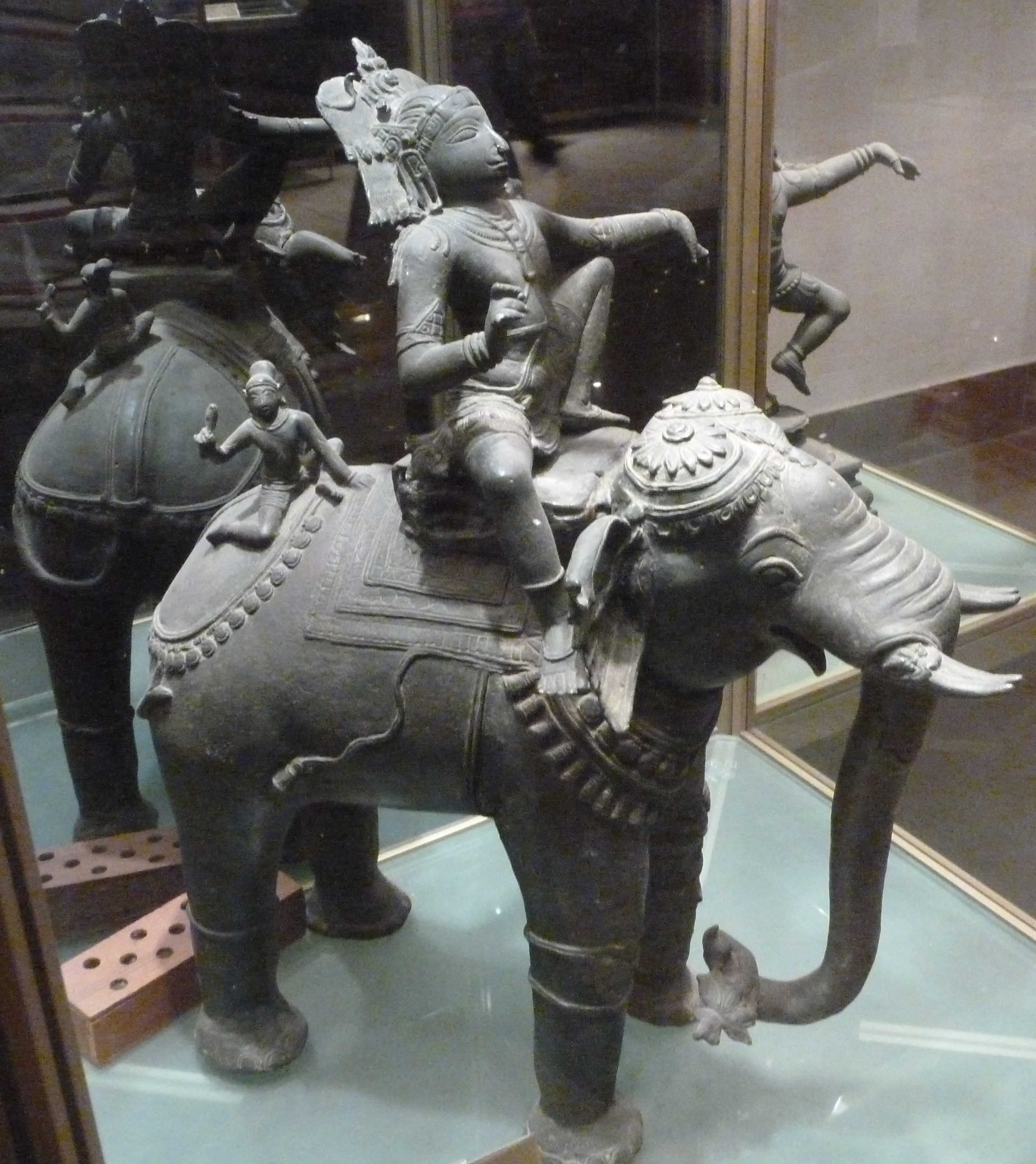
象に乗るアイヤナル

タミルナードゥにおけるサンガム時代（紀元前200年から西暦200年）のタミル人の生活には、仏教、シヴァ派、ジャイナ教、アージーヴィカ教、ヴィシュヌ派、ムルガン崇拝、民俗神など、多くの宗教や崇拝があぅた。聖職者は宗教的寛容を実践し、宗教的議論を公然と奨励し、宗教指導者に彼らの教義について一般大衆に話すように勧めた 。